# Phruronellus pictus
Phruronellus pictus là một loài nhện trong họ Phrurolithidae.
Loài này thuộc chi Phruronellus. Phruronellus pictus được Ralph Vary Chamberlin & Willis J. Gertsch miêu tả năm 1930.